# Szczureczek namorzynowy
Szczureczek namorzynowy (Xeromys myoides) – gatunek ssaka z podrodziny myszy (Murinae) w obrębie rodziny myszowatych (Muridae), występujący na Nowej Gwinei i na kontynencie australijskim.

## Taksonomia
Rodzaj i gatunek po raz pierwszy zgodnie z zasadami nazewnictwa binominalnego opisał w 1889 roku brytyjski zoolog Oldfield Thomas nadając im odpowiednio nazwy Xeromys i Xeromys myoides. Holotyp pochodził z Port Mackay, w Queenslandzie, w Australii. Jedyny przedstawiciel rodzaju szczureczek (Xeromys).
Wykazano, że Xeromys tworzy grupę siostrzaną z Pseudohydromys, chociaż potrzebne są dalsze badania genetyczne. Filogenetycznie jest dość daleko spokrewniony z Hydromys, z którym zalicza się do kladu w obrębie Hydromyini. Chociaż nie opisano żadnego podgatunku X. myoides, istnieje znaczna zmienność morfologiczna w jego zasięgu występowania, której implikacje taksonomiczne nie zostały jeszcze rozstrzygnięte. Autorzy Illustrated Checklist of the Mammals of the World uznają ten takson za gatunek monotypowy.

### Etymologia nazw naukowych
- Xeromys: gr. ξηρος xēros „suchy” (ξηρα xēra „suchy ląd”); μυς mus, μυος muos „mysz”[2][10]; nazwa została utworzona w kontraście do nazwy rodzajowej bobroszczura, Hydromys (ὑδρο- hydro-, „wodny”), który jest bardziej przystosowany do wodnego trybu życia niż szczureczek namorzynowy[2].
- myoides: gr. μυς mus, μυος muos „mysz”[11]; -οιδης -oidēs „przypominający”[12].

### Nazewnictwo zwyczajowe
W wydanej w 2015 roku przez Muzeum i Instytut Zoologii Polskiej Akademii Nauk publikacji „Polskie nazewnictwo ssaków świata” gatunkowi nadano nazwę szczureczek namorzynowy, nawiązującą do środowiska jego życia. W Australii zwierzę nosi angielskie nazwy Water Mouse, False Water Rat, oraz aborygeńską nazwę Yirrkoo.

## Występowanie
Obszar występowania szczureczka namorzynowego jest silnie rozdrobniony wokół wybrzeża północnej i wschodniej Australii od rzeki Daly River w północno-zachodniej części Terytorium Północnego do południowo-wschodniej części Queensland, włącznie z wyspami Wyspa Melville’a, Wielka Wyspa Piaszczysta, Bribie, North Stradbroke Island i South Stradbroke Island; kilka rekordów w południowej części Nowej Gwinei kilka osobników zostało schwytanych na południowy zachód od rzeki Fly. Szczureczek namorzynowy należy do australijskich „starych endemitów”, łożyskowców, których przodkowie dotarli na kontynent przed kilkoma milionami lat. 

## Morfologia
Z wyglądu szczureczek namorzynowy przypomina mysz, choć jest większy i ma krótsze uszy. Jest to niewielki gryzoń: długość ciała (bez ogona) 72–130 mm, długość ogona 62–100 mm, długość ucha 10–15 mm, długość tylnej stopy 23–26 mm; masa ciała 32–64 g. Wierzch ciała jest ciemnoszary, ku spodowi stopniowo przechodzi w biały. Niektóre dorosłe osobniki mają rzadko rozmieszczone białe cętki. Futro na ciele jest jednorodnie krótkie, wodoodporne. Kończyny mają ten sam kolor co grzbiet, oprócz stóp. Stopy są z wierzchu pokryte rzadkimi, białymi włosami, podobnie jak ogon, a od spodu nagie. Palce nie są spięte błoną pławną. Samica ma dwie pary sutków brzusznych.
| Wzór zębowy | Wzór zębowy | I | C | P | M |
| ----------- | ----------- | - | - | - | - |
| 12          | =           | 1 | 0 | 0 | 2 |
| 12          | =           | 1 | 0 | 0 | 2 |

Szczególną cechą uzębienia szczureczków, łączącą je z bobroszczurami, jest posiadanie tylko dwóch trzonowców po obu stronach szczęki. Ich siekacze mają pomarańczowy kolor.

### Genetyka
Liczba diploidalna wynosi 2n = 48 i FN = 52,

## Tryb życia
Jest to nocne zwierzę o nietypowych wymaganiach środowiskowych i żywieniowych. Gryzonie te żyją w lasach namorzynowych, na słonych terenach trawiastych i przybrzeżnych mokradłach, lub tam gdzie występuje mozaika takich obszarów. Buduje kilka rodzajów gniazd: gniazdo w formie kopca z mułu i liści przypominającego termitierę, mającego 20–60 cm wysokości i 1,6–4,8 m obwodu, wolnostojące lub w korzeniach namorzynów. Może też wykopać ciąg podziemnych korytarzy w brzegu, czasem także wyposażony w kopiec. Inne gniazda są budowane w pustych pniach, najczęściej namorzynów, a ich otwory są zatykane mułem; gryzonie mogą też wykorzystać w celach mieszkalnych stos odpadów ludzkiej działalności: piasek zepchnięty przez spycharkę lub ścięte drzewa. Może żyć w grupach do ośmiu osobników, złożonych z dominującego samca, samic i młodych.
Gryzonie żerują w strefie pływów i nad brzegiem, żywią się głównie niewielkimi bezkręgowcami. Jedzą różnorodne skorupiaki, w tym kraby, wirki wielojelitowe, ślimaki płucodyszne i małże. W niewoli jedzą także owady, ryby, jaszczurki i kraby większe od nich samych. Areał osobniczy według badań przeprowadzonych w Queenslandzie miał powierzchnię 0,6 ha dla samic i 0,8 ha dla samców, ale w innym miejscu stanu stwierdzono już 3,4 ha. Gryzonie te są silnie terytorialne.
Rozmnażanie szczureczków jest słabo zbadane. Rozród może mieć miejsce przez cały rok, a samice rodzą do czterech młodych. Nie wiadomo, po jakim czasie zwierzę jest zdolne do rozrodu ani jak długo żyje.

## Populacja i zagrożenia
Szczureczek namorzynowy jest spotykany na rozległym obszarze, ale prawdopodobnie żyje tylko w niewielu miejscach. Dostępność siedlisk zmniejsza się, a w niektórych obszarach pomimo sprzyjających warunków, nie stwierdzono obecności tych gryzoni. Znanych jest stosunkowo niewiele populacji szczureczków namorzynowych, a ich liczebność nie przekracza tysiąca osobników. Część obszaru występowania jest objęta ochroną. W 1903 roku stwierdzono obecność gatunku na obszarze obecnego Parku Narodowego Kakadu, jednak brakuje tam nowszych obserwacji.

### Drapieżnictwo
Na gryzonie te polują zdziczałe i domowe psy i koty, introdukowane lisy rude i zdziczałe świnie. Zjada je także dingo australijski, krokodyle i najprawdopodobniej węże żyjące w tym samym środowisku. Jest także możliwe, że poluje na nie bobroszczur złotobrzuchy.

### Relacja z człowiekiem
Gatunek ten nie ma ekonomicznego znaczenia dla człowieka, ani negatywnego ani pozytywnego, ale żerując na bezkręgowcach pełni rolę stabilizującą w środowisku. Głównym zagrożeniem dla gatunku jest utrata środowiska na skutek odlesiania mokradeł na potrzeby ludzi, skażenie środowiska przez substancje wyzwalane z kwaśnych gleb siarczanowych, pestycydy, herbicydy i ropę naftową, zmiany naturalnych stosunków hydrologicznych, a także zmiana klimatu.
Szczureczek namorzynowy jest przez Międzynarodową Unię Ochrony Przyrody uznawany za gatunek narażony na wyginięcie. Amerykańska ustawa o zagrożonych gatunkach uznaje go za gatunek zagrożony. Konwencja waszyngtońska (CITES) wymienia ten gatunek w załączniku I. W 2010 roku Australia przygotowała narodowy plan ochrony szczureczka namorzynowego.